# Vicomté de Valognes
La vicomté de Valognes était depuis le règne de Louis XI l'une des cinq vicomtés du bailliage de Cotentin avec celles de Carentan, Coutances, Avranches et Mortain.

## Historique
Le 8 mai 1419, avec le retour des Anglais à Cherbourg, le roi Henri V donna l'office à Guillaume Girot « l'office de ladité vicomté de Cherbourg qui par avant nostre ordonnance estoit nommée de Valongnes ». Ce dernier s'intitulait « vicomte de Césarbourg et commissaire en ceste partie de Monseigneur le trésorier général et gens des comptes du roy notre sire en la duché de Normandie ». Mais dès le 11 février 1425 le siège de la vicomté est à nouveau à Valognes qui est souvent appelée dans les textes officiels, « Vicomté de Valognes et de Cherbourg ».
Plusieurs paroisses de la vicomté étaient :
- la possession des abbés de Fécamp comme décrit dans les aveux et dénombrements délivrés par les abbés successifs. Ainsi en 1458, l'abbé de Fécamp déclare entre autres choses : « Item au baillage de Caen, (nous avons), la baronnie, terre et seigneurie d'Argences, lasquelle Baronnie s'estend au bailliage du Costentin, en la viconté de Valognes, aux paroisses de Quettehou, de Saint Vaast, de Ravenoville, de Beuzeville, de Digoville, de Montaigu et d'Illec Environ… »[2] ;
- la possession des abbés de Fontaine-Daniel comme la baronnie de Réville[3] qui possédait le premier fief noble de cette commune, ainsi qu'on le voit dans un aveu rendu au roi le 1er septembre 1517. Cet aveu renferme un passage ainsi conçu : Sous la souveraineté du roi notre sire, en son duché de Normandie, nous humbles religieux et couvent de l'abbaye et monastère de N. D. de Fontaine-Daniel de l'ordre de Citeaux, confessons et avouons tenir un fief ou membre de fief Haubert, franchement et noblement à gage pleige, cour et usage, situé et assis en la vicomté de Valognes, dont le chef est assis en la paroisse de Réville et s'étend aussi dans celles d'Anneville-en-Saire, Gatteville, Tocqueville et environs et eu icelui fief avons hommes, hommages, etc., et avons manoir, maison, chapelle en icelui, et domaine y attenant, contenant dix à douze vergées de terre, tant en jardin, pré, que terre secque, au dit lieu de Réville, lequel manoir est fort caduc, à l'occasion des anciennes guerres ; et à cause de notre fief, avons droit de gravage, etc.

En 1471, Louis XI donne la vicomté de Valognes pour 3 000 livres à Louis de Bourbon-Roussillon, époux de Jeanne de Valois, fille naturelle légitimée de Louis XI et de Phélise Reynard.
Le 10 avril 1698, le domaine de Valognes est engagé à Louis-Alexandre de Bourbon (1678-1737), comte de Toulouse, amiral de France. En 1737, à sa mort, il passe à son fils, Louis-Jean-Marie de Bourbon (1725-1793), duc de Penthièvre, amiral de France. La fille de celui-ci, Louise-Adélaïde de Borbon-Penthièvre (1753-1821), épouse Louis-Philippe-Joseph d'Orléans qui hérite du domaine à la mort de son beau-père en 1793,.

## Ressort
Les fonctions du vicomte étaient d'ordre administratif et financier. Il transmettait les ordres royaux et veillait à leur exécution.

## Organisation
Le vicomte avait comme auxiliaire et subordonnés, un lieutenant général (parfois deux) et des sergents de vicomté. En 1424, Guillaume Le Maresc et Thomas Le Cauff le sont en même temps.
La vicomté est composée des sergenteries de :
- Valognes ;
- Beaumont ;
- Tollevast ;
- Pont Labbé.

## Liste des vicomtes
Liste non exhaustive.
- …1329… : Guillaume de La Porte.
- …1347… : Jehan de Graignes.
- …1433… : Thomas de Clamorgan[7].
- …1549… : Thomas Laguette[8],[note 2].
- …1572-1577… : Richard Le Cesne[8].
- …1646… : Pierre Basan.
- av. 1694 : Pierre Mangon du Houguet.